# Belan-sur-Ource
Pour les articles homonymes, voir Belan et Ource.
Belan-sur-Ource est une commune française située dans le canton de Châtillon-sur-Seine du département de la Côte-d'Or, en région Bourgogne-Franche-Comté.

## Géographie

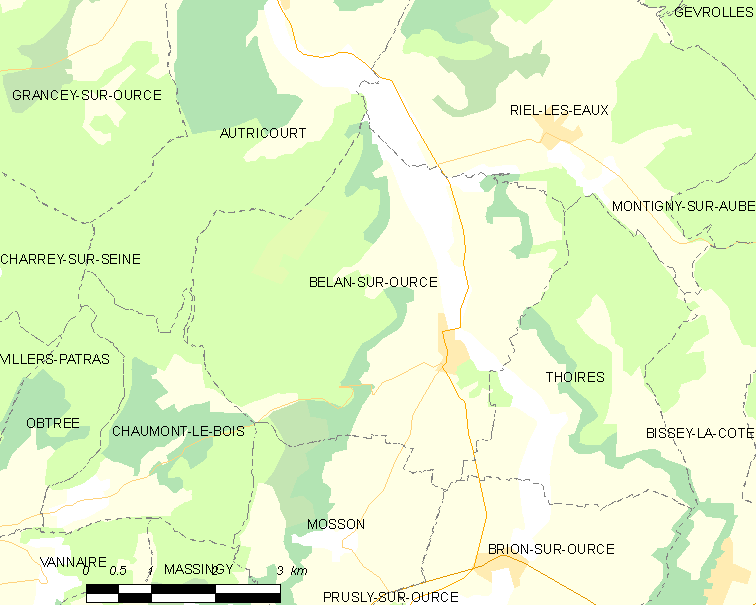

D'une superficie de 20,5 km2, la commune est traversée par la rivière l'Ource.

### Climat
Pour des articles plus généraux, voir Climat de la Bourgogne-Franche-Comté et Climat de la Côte-d'Or.
En 2010, le climat de la commune est de type climat océanique dégradé des plaines du Centre et du Nord, selon une étude du Centre national de la recherche scientifique s'appuyant sur une série de données couvrant la période 1971-2000. En 2020, Météo-France publie une typologie des climats de la France métropolitaine dans laquelle la commune est exposée à un climat océanique altéré et est dans la région climatique  Lorraine, plateau de Langres, Morvan, caractérisée par un hiver rude (1,5 °C), des vents modérés et des brouillards fréquents en automne et hiver. 
Pour la période 1971-2000, la température annuelle moyenne est de 10,5 °C, avec une amplitude thermique annuelle de 16,1 °C. Le cumul annuel moyen de précipitations est de 882 mm, avec 12,5 jours de précipitations en janvier et 8,5 jours en juillet. Pour la période 1991-2020, la température moyenne annuelle observée sur la station météorologique de Météo-France la plus proche, « Cunfin_sapc », sur la commune de Cunfin à 11 km à vol d'oiseau, est de 11,0 °C et le cumul annuel moyen de précipitations est de 900,4 mm,. Pour l'avenir, les paramètres climatiques de la commune estimés pour 2050 selon différents scénarios d'émission de gaz à effet de serre sont consultables sur un site dédié publié par Météo-France en novembre 2022.

## Urbanisme

### Typologie
Au 1er janvier 2024, Belan-sur-Ource est catégorisée commune rurale à habitat dispersé, selon la nouvelle grille communale de densité à 7 niveaux définie par l'Insee en 2022.
Elle est située hors unité urbaine. Par ailleurs la commune fait partie de l'aire d'attraction de Châtillon-sur-Seine, dont elle est une commune de la couronne,. Cette aire, qui regroupe 60 communes, est catégorisée dans les aires de moins de 50 000 habitants,.

### Occupation des sols
L'occupation des sols de la commune, telle qu'elle ressort de la base de données européenne d’occupation biophysique des sols Corine Land Cover (CLC), est marquée par l'importance des forêts et milieux semi-naturels (51,2 % en 2018), une proportion identique à celle de 1990 (51,2 %). La répartition détaillée en 2018 est la suivante : forêts (46,9 %), terres arables (38,3 %), prairies (8,4 %), milieux à végétation arbustive et/ou herbacée (4,3 %), zones urbanisées (2 %). L'évolution de l’occupation des sols de la commune et de ses infrastructures peut être observée sur les différentes représentations cartographiques du territoire : la carte de Cassini (XVIIIe siècle), la carte d'état-major (1820-1866) et les cartes ou photos aériennes de l'IGN pour la période actuelle (1950 à aujourd'hui).

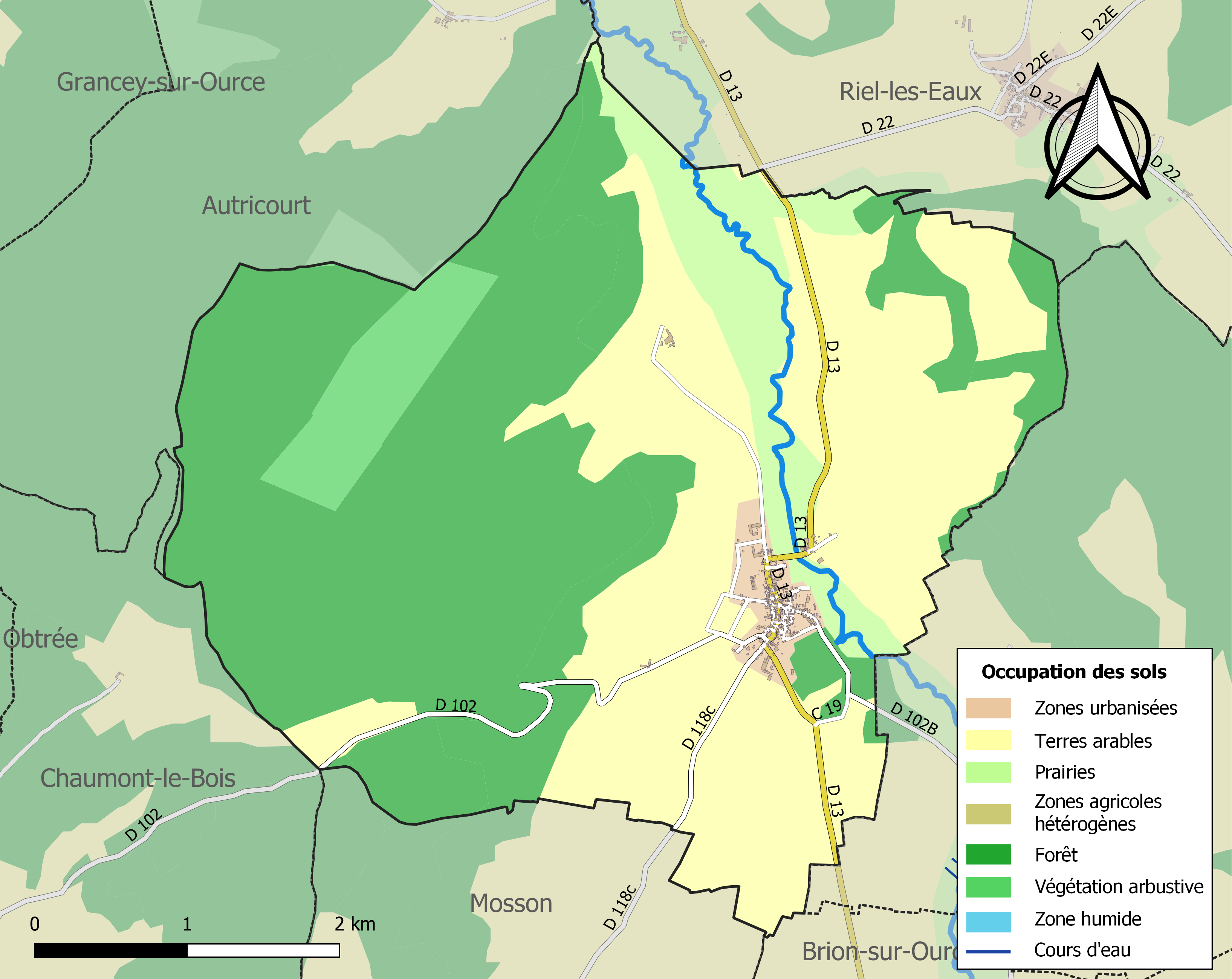
Carte des infrastructures et de l'occupation des sols de la commune en 2018 (CLC).

## Toponymie
Du nom du dieu gaulois Belenos[réf. nécessaire].

## Histoire

### Antiquité
Deux sépultures de l'Âge du Fer ont été découvertes en 1909 dans le village. Le mobilier - torques, bracelets et anneaux de cheville en bronze - a été daté de 350 av. J.-C.

### Époque moderne
L'industrie métallurgique est très prospère jusqu'à la fin du XIXe siècle. Le château est construit à cette époque par un maître de forges.

## Politique et administration
| Période                                  | Période       | Identité                 | Étiquette | Qualité                                                                          |
| ---------------------------------------- | ------------- | ------------------------ | --------- | -------------------------------------------------------------------------------- |
| ?                                        | 1914          | Laurent Claude Manciot   |           |                                                                                  |
| 1914                                     | 1919          | Prudent Louis Lachouille |           |                                                                                  |
| 1919                                     | ?             | Joseph d'Harcourt        |           |                                                                                  |
| ?                                        | novembre 1993 | Tanneguy d'Harcourt      | UDF       | Châtelain de Belan Conseiller général du Canton de Montigny-sur-Aube (1985-1994) |
| mars 2001                                | en cours      | Thierry Naudinot         |           |                                                                                  |
| Les données manquantes sont à compléter. |               |                          |           |                                                                                  |

## Démographie
L'évolution du nombre d'habitants est connue à travers les recensements de la population effectués dans la commune depuis 1793. Pour les communes de moins de 10 000 habitants, une enquête de recensement portant sur toute la population est réalisée tous les cinq ans, les populations de référence des années intermédiaires étant quant à elles estimées par interpolation ou extrapolation. Pour la commune, le premier recensement exhaustif entrant dans le cadre du nouveau dispositif a été réalisé en 2007.

En 2022, la commune comptait 228 habitants, en évolution de −11,97 % par rapport à 2016 (Côte-d'Or : +0,82 %, France hors Mayotte : +2,11 %).
| 1793 | 1800 | 1806 | 1821 | 1831 | 1836 | 1841 | 1846 | 1851 |
| ---- | ---- | ---- | ---- | ---- | ---- | ---- | ---- | ---- |
| 730  | 757  | 769  | 735  | 806  | 810  | 846  | 896  | 898  |

| 1856 | 1861 | 1866 | 1872 | 1876 | 1881 | 1886 | 1891 | 1896 |
| ---- | ---- | ---- | ---- | ---- | ---- | ---- | ---- | ---- |
| 722  | 746  | 716  | 710  | 715  | 700  | 691  | 623  | 599  |

| 1901 | 1906 | 1911 | 1921 | 1926 | 1931 | 1936 | 1946 | 1954 |
| ---- | ---- | ---- | ---- | ---- | ---- | ---- | ---- | ---- |
| 540  | 542  | 506  | 460  | 405  | 397  | 367  | 384  | 388  |

| 1962 | 1968 | 1975 | 1982 | 1990 | 1999 | 2006 | 2007 | 2012 |
| ---- | ---- | ---- | ---- | ---- | ---- | ---- | ---- | ---- |
| 399  | 376  | 332  | 322  | 317  | 293  | 269  | 265  | 274  |

| 2017 | 2022 | - | - | - | - | - | - | - |
| ---- | ---- | - | - | - | - | - | - | - |
| 252  | 228  | - | - | - | - | - | - | - |

## Culture locale et patrimoine

### Lieux et monuments
- Château de Belan du XIXe siècle, construit par le comte Baron d'Herlincourt pour sa petite fille Mlle de Maupas en cadeau de mariage (morte en montagne à l'âge de 23 ans).  Inscrit MH (1991)[17]. Il est la propriété de la maison d'Harcourt.
- Église de l'Assomption du XVe siècle  Inscrit MH (1927)[18].

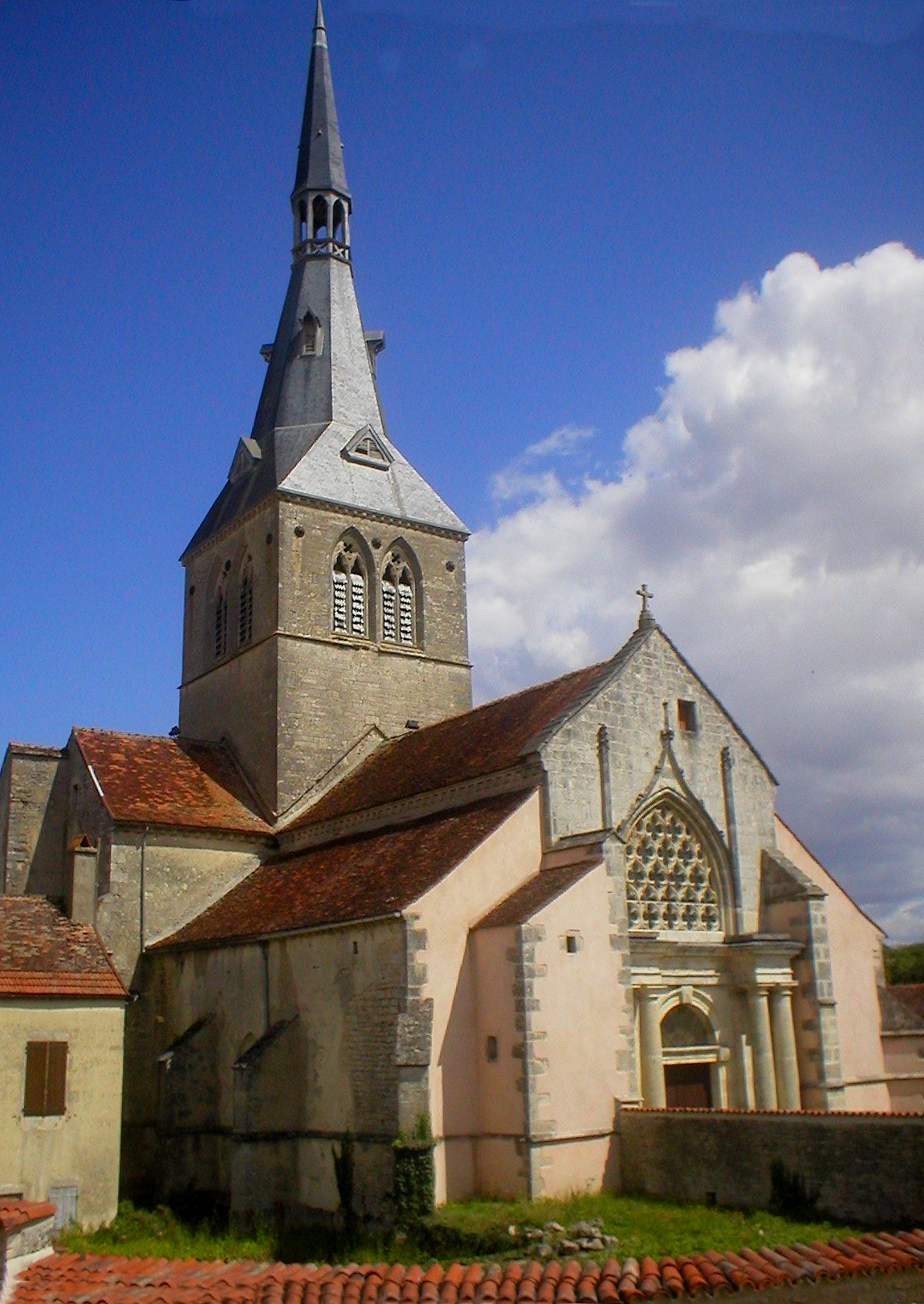
L'église.
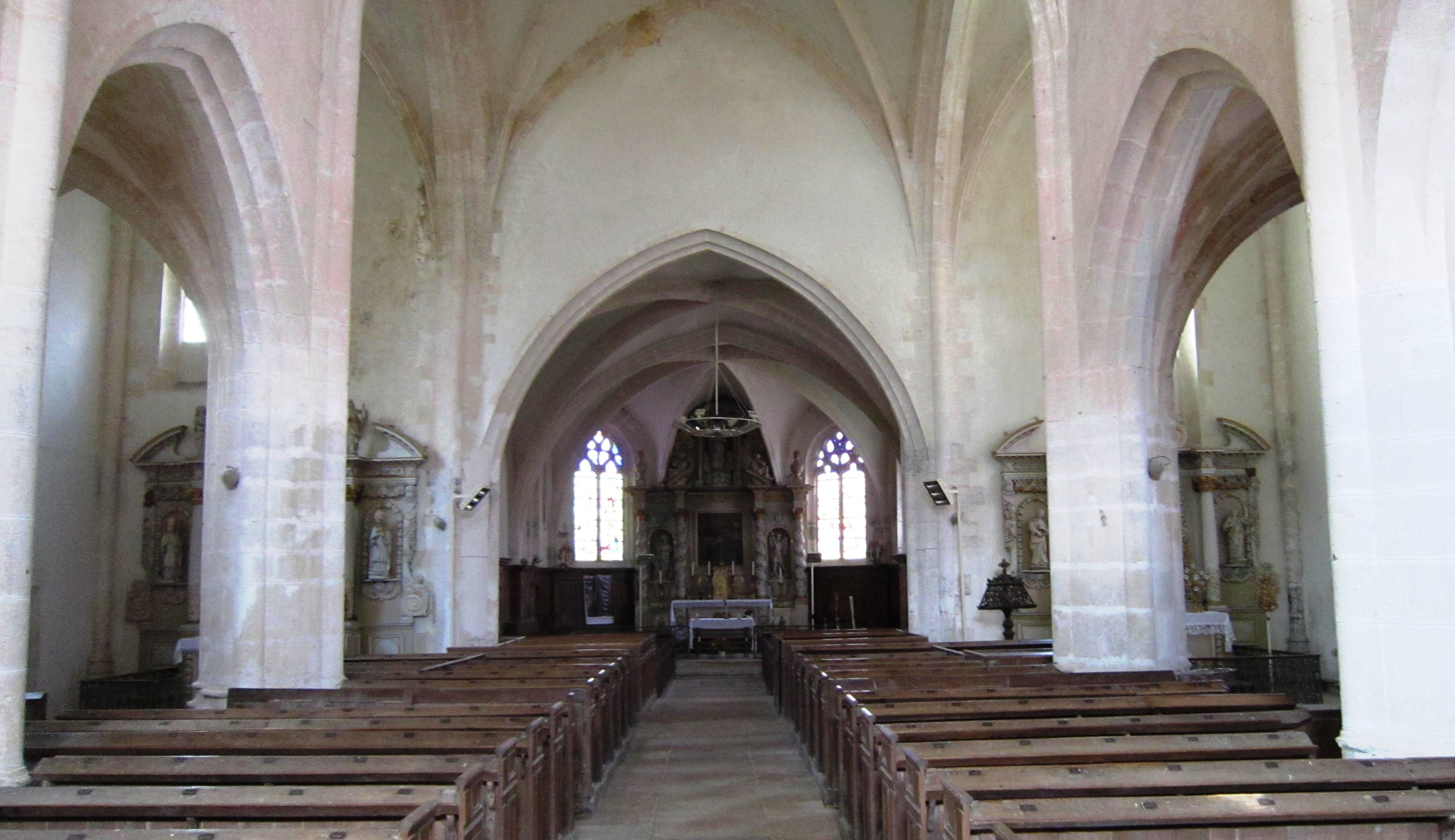
Nef de l'église.
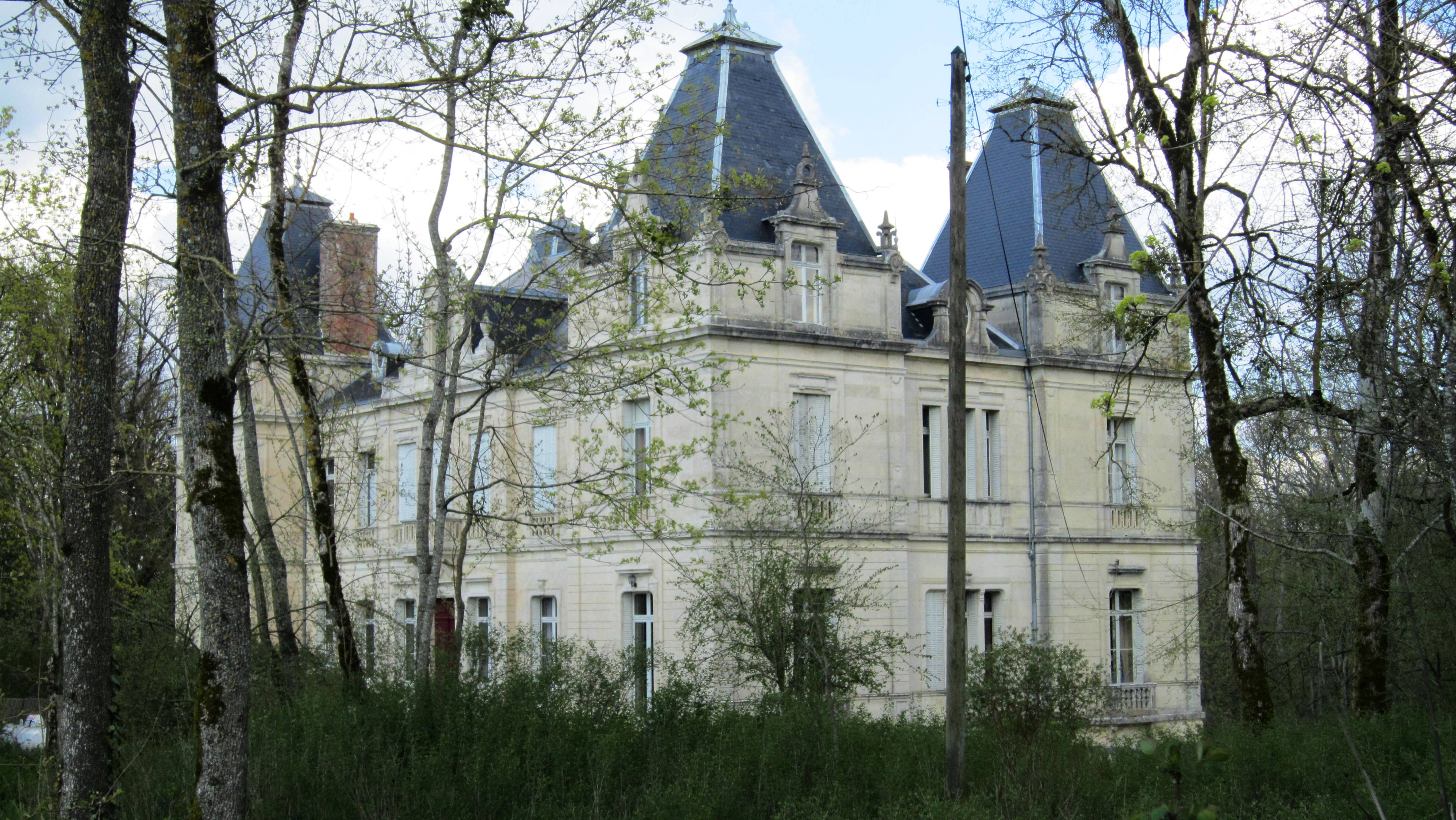
Le château.
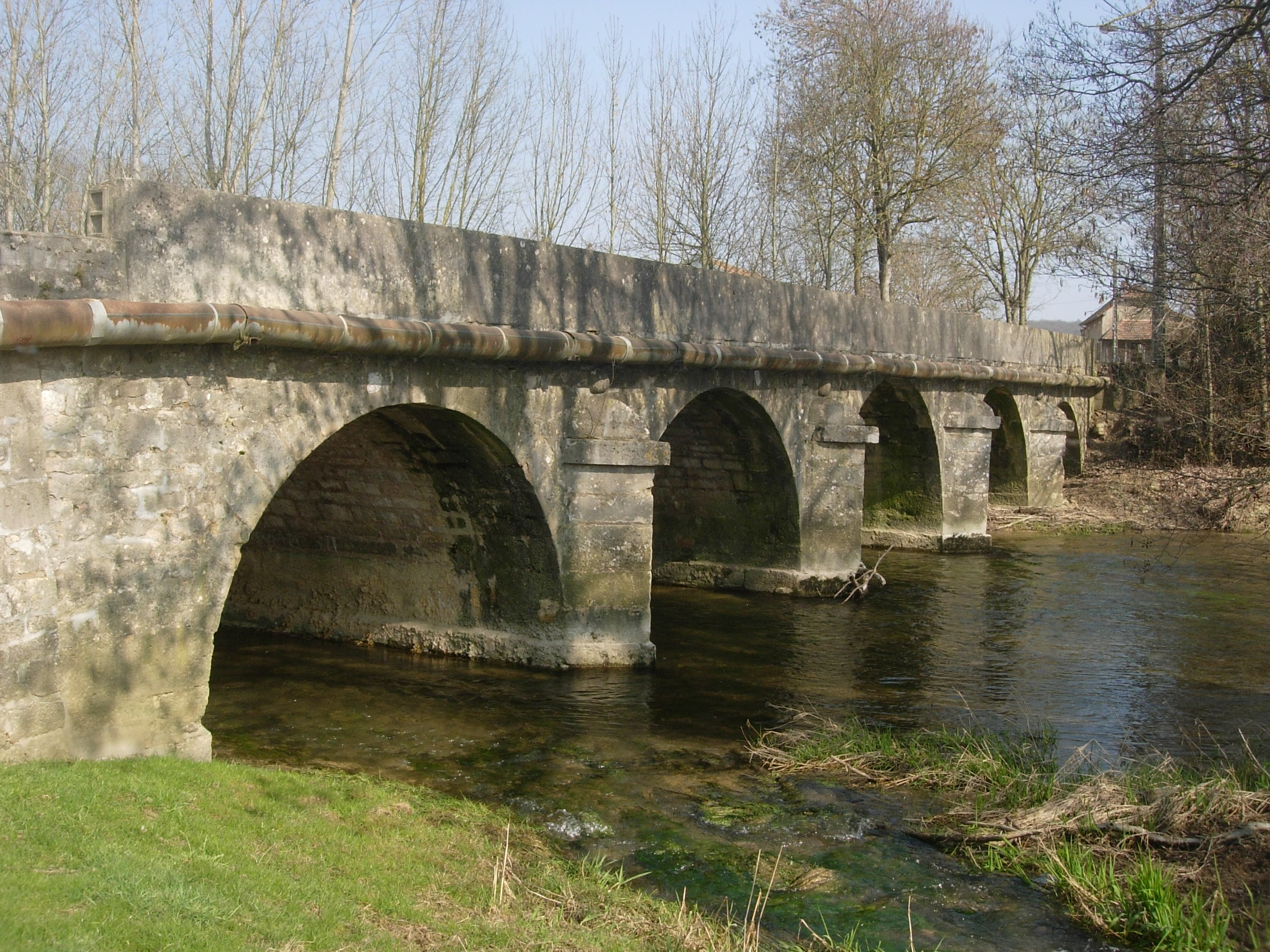
Le pont sur l'Ource.

### Personnalités liées à la commune
- Jean-Baptiste-Charlemagne Louis-Bazile (1786-1866), maître de forges à Belan, député de Châtillon-sur-Seine sous le Second Empire.
- Charles Ronot (1820-1895), né à Belan, peintre et directeur de l'École des beaux-arts de Dijon.
- Edme Verniquet (1727-1804), architecte, topographe, arpenteur a épousé le mardi 25 octobre 1763 Marie Lambert en cette paroisse.

### Héraldique
| Blason | Blasonnement : D'azur à la croix d'or cantonnée de quatre trèfles aussi d'or. |